# Dotternhausen
 Dotternhausen  es una localidad del Distrito de Zollernalb en Baden-Wurtemberg, Alemania.
- Wikimedia Commons alberga una categoría multimedia sobre Dotternhausen.

- Datos: Q507218
- Multimedia: Dotternhausen / Q507218

1. ↑  Worldpostalcodes.org, código postal n.º 72359.